# TGV TMST
Ne doit pas être confondu avec Eurostar e320 ou Eurostar.
,,,,,,,,
Le TGV TMST (TransMancheSuperTrain), plus couramment appelé Eurostar (du nom de l'entreprise qui exploite ces trains), ou Eurostar e300 pour les rames rénovées dans les années 2010 (afin de les distinguer des Eurostar e320),, ou encore British Rail Class 373 au Royaume-Uni, est une rame TGV conçue pour être exploitée par Eurostar, sur la ligne passant dans le tunnel sous la Manche pour des liaisons entre l'Angleterre et l'Europe continentale. Construit entre 1993 et 1996, par un consortium international dirigé par Alstom, il présente, par rapport aux autres types de rames TGV, des particularités liées au franchissement du tunnel sous la Manche (rames sécables) et à la circulation en Grande-Bretagne (conformité au gabarit britannique et, jusqu'en 2007, prise du courant 750 V par frotteurs). Il peut s'adapter à plusieurs types de courant et de signalisation (AWS, TVM, etc.). Le TGV TMST est, avec le British Rail Class 374 mis en service en 2015, le train le plus rapide du Royaume-Uni.

## Description

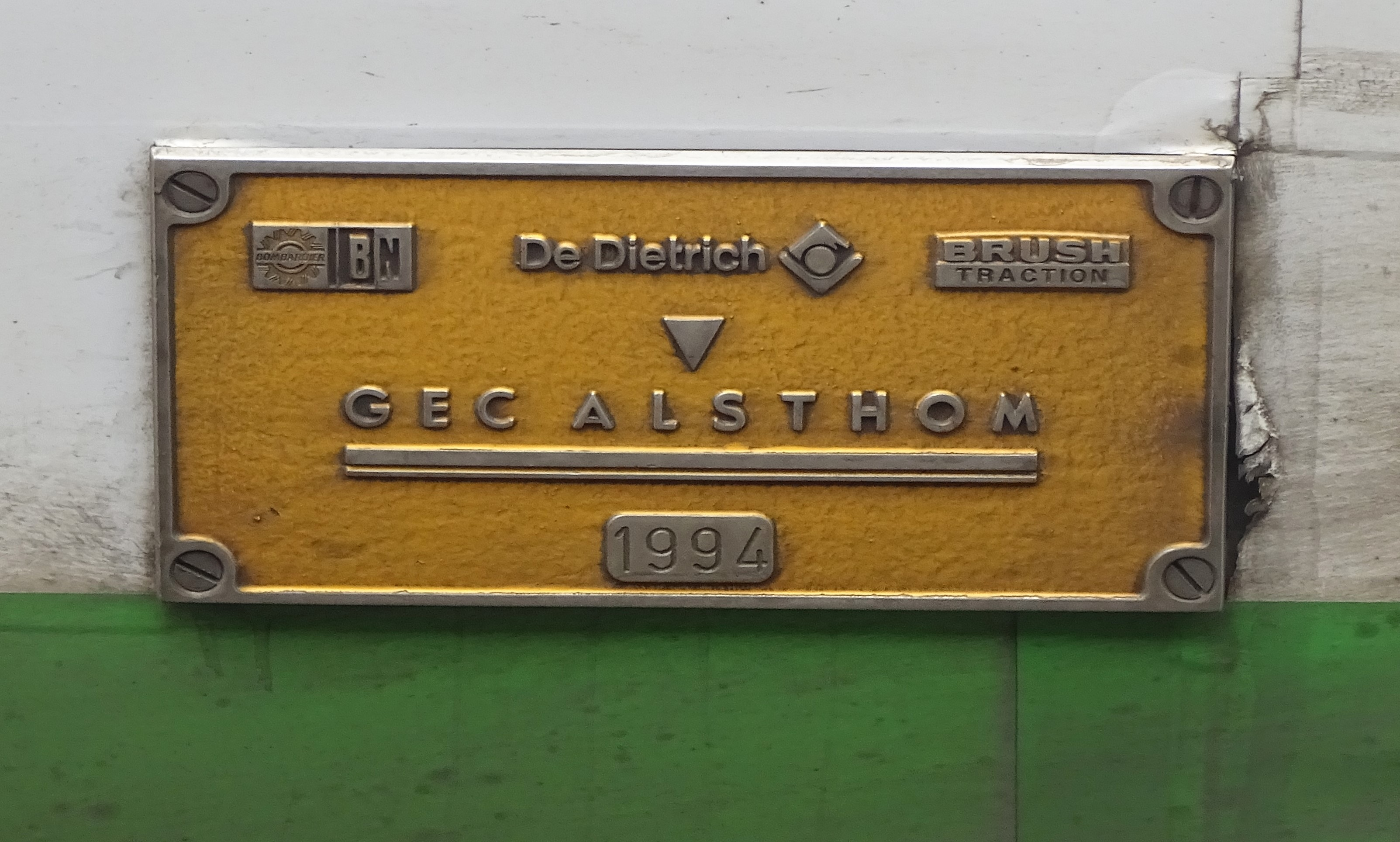
Plaque de construction (année 1994), sur la motrice 373213 (demi-rame 3213).

Conçu pour des relations entre l'Angleterre, la France et la Belgique, il existe deux versions différentes de TGV TMST selon leur composition : la version « 3 Capitales » (18 voitures encadrées par 2 motrices), dédiée aux services Eurostar et la version « North of London » (« NOL » ; à 14 voitures), dédiée à l'origine aux services Regional Eurostar. Les rames sont composées de deux demi-rames, chaque demi-rame possédant une motrice et une unité articulée de neuf (« 3 Capitales ») ou sept (« NOL ») remorques. Ces deux demi-rames sont liées par des attelages automatiques, à l'instar des attelages entre la motrice et la première voiture. Comme les TGV Sud-Est ou les KTX-I, le 1er bogie des voitures d'extrémité est aussi motorisé.

### Caractéristiques techniques

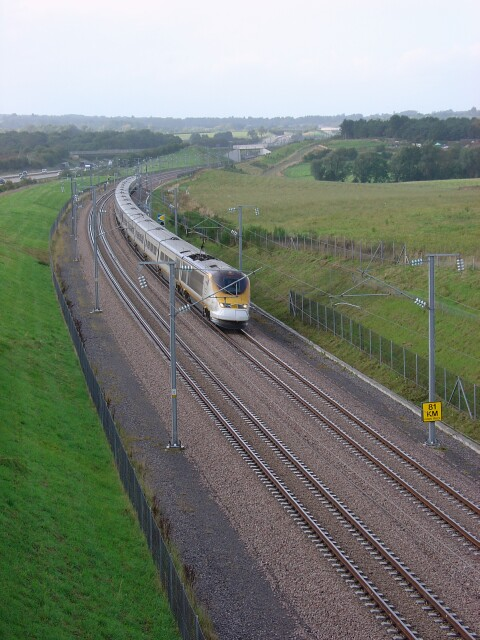
Une rame « 3 Capitales », sur la ligne à grande vitesse britannique (High Speed 1).

Le TGV TMST est motorisé par 12 moteurs électriques triphasés de type asynchrone, conçu par Brush Traction, et commandés par onduleurs à GTO. Chaque motrice dispose de deux couples pont mixte-pont de diodes montés en série, de deux hacheurs en parallèles, et chaque moteur dispose de son onduleur. La captation du courant est assurée par un pantographe et, jusqu'en 2007, par frotteurs pour le 3e rail anglais. À la suite de la mise en service complète de la LGV entre le tunnel et Londres-Saint-Pancras à la fin de 2007, ces frotteurs devenus inutiles ont été déposés par souci d'économie et de simplification de la maintenance. Un sélecteur en cabine permet la sélection des différents pantographes en fonction de la zone.
Les rames TGV TMST ont été conçues pour circuler sur les réseaux suivants, qui disposent de systèmes de signalisation et d'électrification différents :
- France (SNCF Réseau) : lignes classiques (25 kV – 50 Hz et 1,5 kV – CC) et lignes à grande vitesse (25 kV – 50 Hz) ;
- Belgique (Infrabel) : lignes classiques (3 kV continu) et la LGV 1 (25 kV – 50 Hz) ;
- Royaume-Uni (Network Rail) : lignes classiques (750 V continu) et la High Speed 1 (25 kV – 50 Hz) ;
- Tunnel sous la Manche (Getlink) : 25 kV – 50 Hz.

Le freinage est assuré par plusieurs systèmes fonctionnant simultanément. Chaque moteur assure un freinage rhéostatique, puis les essieux motorisés disposent chacun de deux semelles en matériaux composites (une par roue) de 350mm. Chaque essieu non motorisé dispose de 4 disques non ventilés de diamètre 640 mm et d'épaisseur 45 mm associés à 4 unités de frein à disque. Enfin, chaque essieu dispose d'un anti-enrayeur à régulation de glissement. Ces dispositif permettent un arrêt d'urgence à 300 km/h en 65 s.
Le couplage en unité multiple est impossible en service commercial (aucun quai actuel ne pourrait accepter un train d'une telle longueur), mais reste possible en cas de secours. Les motrices disposent d'attelage Scharfenberg sous trappe escamotables à leurs extrémités.
Les rames sont également adaptés à la circulation sur le réseau classique anglais. Elles sont au gabarit britannique, plus réduit que le gabarit continental en hauteur et en largeur (2,80 m de large au lieu de 2,90 m), et les voitures sont adaptées à la hauteur standard de 919 mm des quais britanniques, ce qui leur donne une apparence différente de celle des autres TGV. La face des motrices est de couleur jaune, comme toutes les motrices au Royaume-Uni

### Particularités liées au tunnel

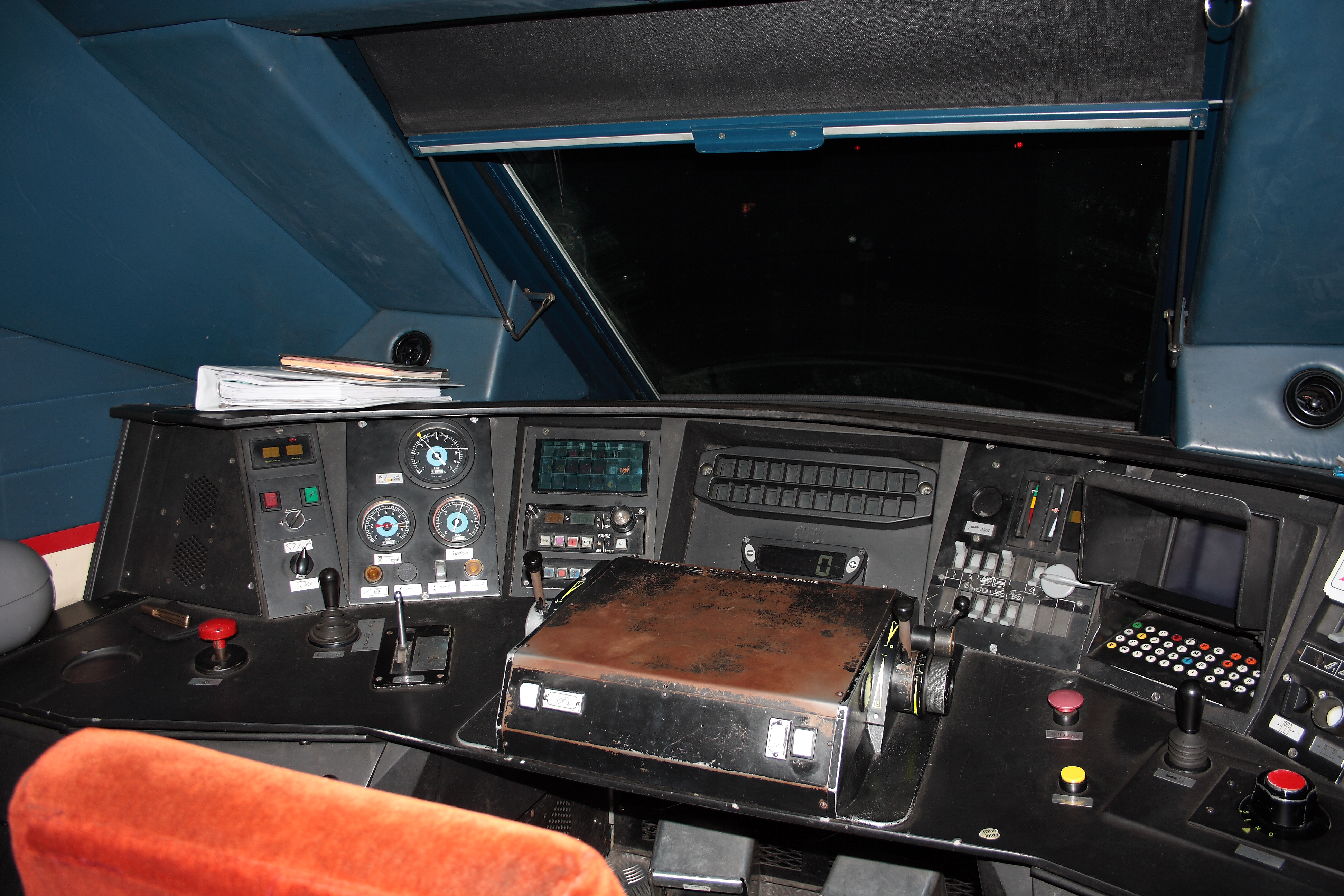
Cabine de conduite d'une rame « NOL ».

Le franchissement du tunnel sous la Manche nécessite des dispositions de sécurité particulière afin de prévenir tout risque d'incendie. Les rames sont sécables par le milieu et entre la motrice et la première voiture adjacente, pour pouvoir être remorquées hors du tunnel en cas de nécessité (norme imposée par la Commission intergouvernementale au tunnel sous la Manche). Ainsi, en cas de défaillance ou d'incendie dans une partie de la rame, les deux sections pouvaient être séparées automatiquement (grâce à des attelages automatiques Scharfenberg commandés à l'intérieur du train), permettant à l’autre tronçon de sortir du tunnel. Les motrices devaient donc avoir la capacité d’extraire à elles seules un train entier.
Chaque demi-rame (portant un numéro spécifique, par exemple 3201) a la longueur d'une rame TGV « standard » (environ 200 m).
Les motrices disposent de systèmes de sécurité dédiés aux incendies. Elles disposent de bouteilles de gaz halogène pour priver l'incendie d'oxygène, d'une ignifugation et d'une climatisation particulière. En outre, les voitures disposent de portes coupe-feu, et les structures sont traitées contre le feu. 
Les motrices ont également un unique pare-brise central de taille réduite, pour pallier les effets hypnotiques causés au conducteur par le tunnel sous la Manche

## Développement

### Construction
Le 18 décembre 1989, les différentes compagnies ferroviaires impliquées dans le projet Eurostar passèrent commande à un consortium international dirigé par GEC-Alsthom et composé de De Dietrich et des Ateliers de construction du Nord de la France (ANF) côté français, Metro-Cammel, Brush et British Rail Engineering Limited (BREL) côté britannique ainsi que les Ateliers de constructions électriques de Charleroi (ACEC) et La Brugeoise et Nivelles (Bombardier Eurorail) côté belge pour la construction de 30 rames complètes,,.
La commande initiale a rapidement été étendue en décembre 1991 pour accueillir huit trains supplémentaires, une rame « 3 Capitales » et sept rames « North of London » destinées au service « Regional Eurostar ». En outre, une motrice supplémentaire (3999) a été construite comme engin de remplacement. Le design intérieur et extérieur de la rame fut réalisé par la collaboration de cabinets des trois pays, le tout dirigé par Roger Tallon.
Les 77 motrices ont été construites à l'usine de GEC-Alsthom de Belfort et les 76 remorques motorisées adjacentes aux motrices par l’entreprise De Dietrich ferroviaire, basée à Reichshoffen. La motorisation, de type asynchrone à thyristor GTO, a été entièrement conçue par GEC et construite par Brush Traction, tandis que les ingénieurs SNCF auraient souhaité la réutilisation de leur technologie à moteurs synchrones déjà présente dans le TGV Réseau.
Les voitures de première classe, au nombre de 214, ont été construites par Bombardier Eurorail en Belgique. Les 366 remorques restantes, dont 76 voitures-bar et 290 voitures de seconde classe, ont été construites dans les usines de GEC Alsthom à Aytré. Toutes les voitures bar ont été aménagées par GEC-Alsthom à Washwood Heath (en). L’installation de l'équipement de toutes les remorques intermédiaires a été partagée entre les usines de Washwood Heath et d'Aytré. Enfin, l’appareillage électrique et les convertisseurs auxiliaires ont été réalisés par les Ateliers de constructions électriques de Charleroi,.
L'ensemble du parc Eurostar a coûté 1,34 milliard d'euros, soit une moyenne de 35,5 millions d'euros par unité.

### Essais

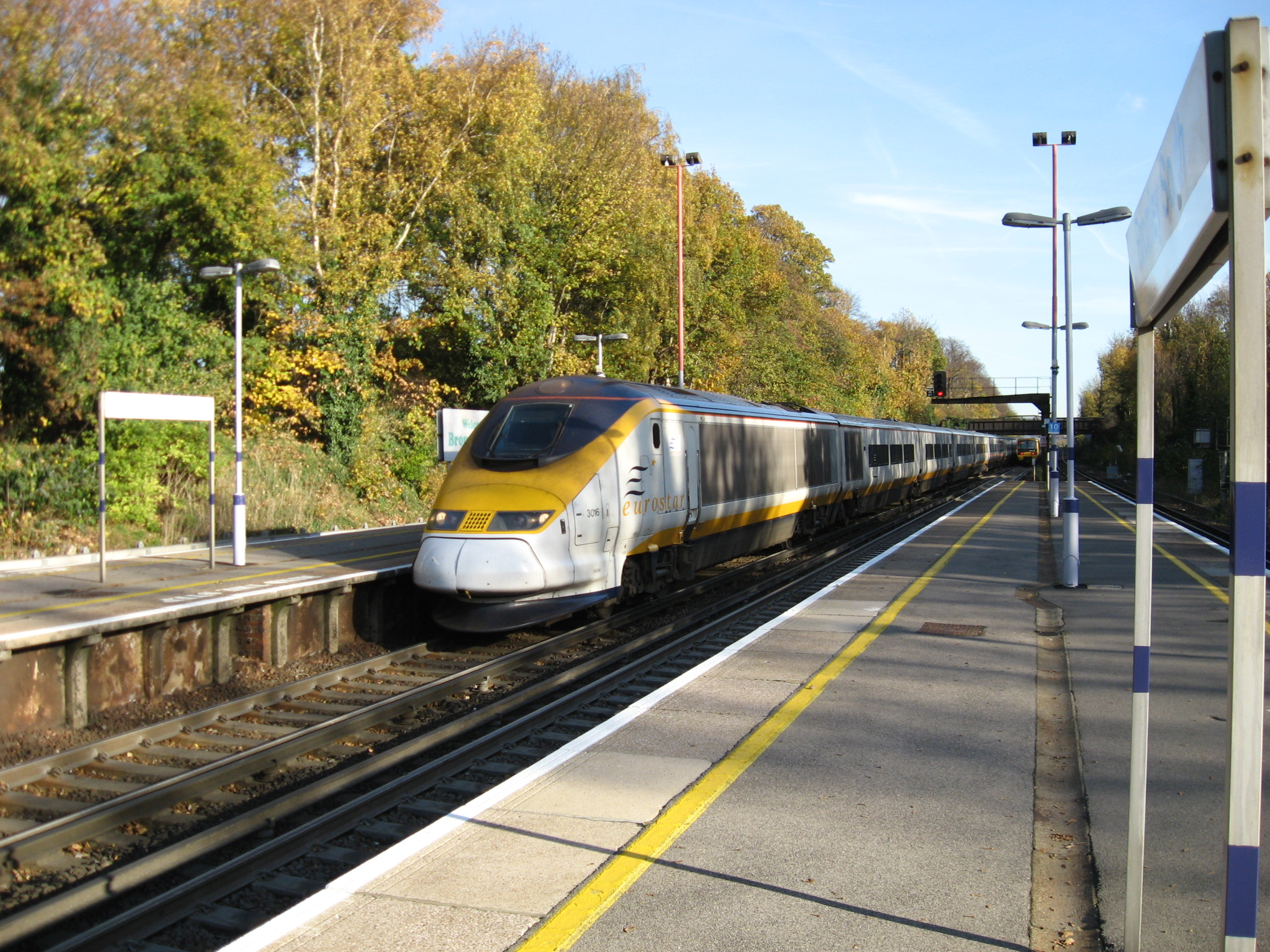
La rame EUKL 3015/3016 alimentée par troisième rail, en gare de Bromley South.

Les premiers éléments sortirent d’usine dès 1991 et le 28 janvier 1993, la rame PS1 (Pre-series 1), composée des motrices 3001/3002 et de sept voitures, débuta les essais entre Strasbourg et Mulhouse, où des vitesses de 160 km/h ont été atteintes. Puis la rame PS2 (Pre-series 2) composée des motrices 3201/3202 et de 18 voitures sortit des ateliers de Belfort en avril de la même année. En mai 1993, des essais sur la LGV Nord sont effectués où des marches à 300 km/h ont été atteintes à partir du 1er juillet. Enfin, le 20 juin 1993, la première traversée du tunnel sous la Manche est réalisée par la rame PS1, encadrée par l'A1A A1A 68041 et la BB 66275. La première traversée en autonomie a été effectuée par la rame PS2 en juillet. En outre, des essais en Angleterre et en Belgique ont également eu lieu afin de tester la captation du courant et les appareils de bord sous 750 V et 3 kV. Les premières rames ayant été construites bien avant l’entrée en service des Eurostar, elles ont pu disposer d’une période d’essai conséquente,.
De plus, en Angleterre, les circuits de voies étant en 50 Hz, il était nécessaire que le train n'interfère pas avec ces fréquences. Cette contrainte a été prévue dès le départ et la chaine de traction a été conçue avec un ICMU (Interference Current Monitoring Unit) qui ouvre automatiquement le disjoncteur principal dès qu'une composante 50 Hz est détectée. Cependant, lors des essais sur le réseau anglais, des disjonctions intempestives ont été constatées, tant et si bien que lors de la première circulation, l'ICMU fit disjoncter les engins moteurs plus de 100 fois. Il s’est avéré que le problème provenait des arcs électrique entre les patins de captage et le rail d'alimentation. En effet, les ruptures provoquées par la discontinuité du 3ème rail entraînent des étincelles (compte tenu des fortes intensités), qui peuvent générer du bruit avec une composante de 50 Hz détectée par l'ICMU. La solution était donc d'assouplir les règles de surveillance des courants perturbateurs,,.

## Propriétaires
Le matériel TGV TMST était réparti à l'origine entre trois propriétaires :
- Eurostar UK Limited (EUKL ; filiale de London and Continental Railways) propriétaire de onze rames « 3 Capitales » (3001/2 à 3021/22) et des sept rames « North of London » (3301/2 à 3313/14) ;
- la SNCB propriétaire de quatre rames « 3 Capitales » 3101/2 à 3107/8 ;
- la SNCF propriétaire de seize rames « 3 Capitales » 3201/2 à 3231/2. De plus, elle loue six rames NOL (North of London) libérées par l'abandon du projet de liaison Eurostar au-delà de Londres ; après les avoir rénovées au standard français, ces rames circulaient sur les relations TGV au départ de Paris-Nord (essentiellement vers Lille). Étant identiques aux rames TMST traditionnelles, il n'y a pas eu besoin de formation pour les agents de conduite ou commerciaux. Elles ont été retirées du service fin 2014[3],[22], au profit de rames Duplex. Par ailleurs, la rame 3213/24 a été louée à Thalys, pour son service à bas coûts Izy[23] ; cette location a toutefois pris fin en 2020[24].

Depuis le 1er septembre 2010 et le lancement de la structure Eurostar International Ltd, l'intégralité du parc « 3 Capitales » encore en service passe sous la propriété de cette entreprise.

## Service

### Eurostar

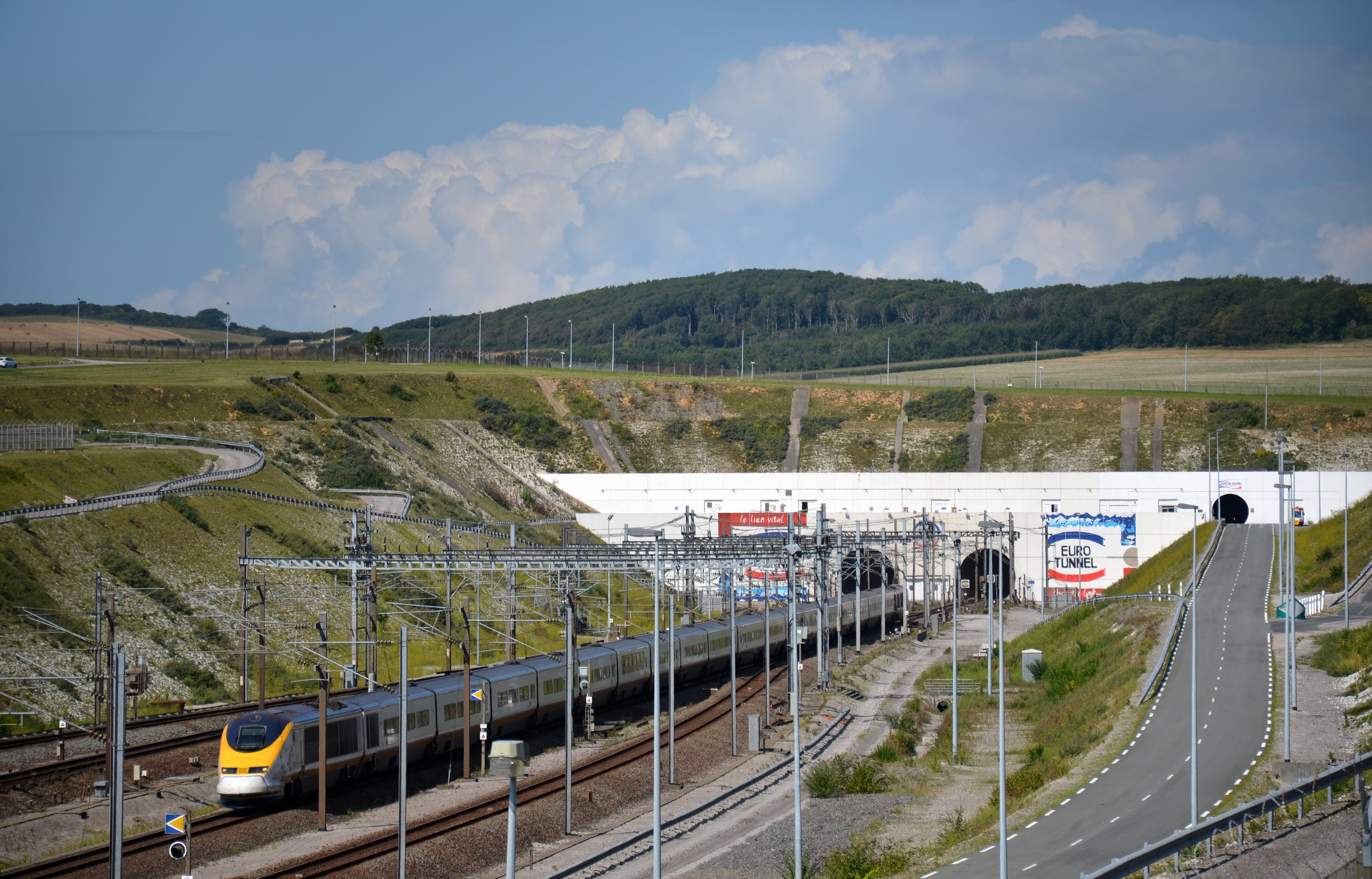
Un TGV TMST à la sortie du tunnel sous la Manche, à Coquelles, côté français.

Le parc des rames « 3 Capitales » (c'est-à-dire les rames à 18 voitures) était initialement prévu pour les dessertes Paris – Londres et Bruxelles – Londres. Cette desserte est effectivement assurée par les 11 rames EUKL et les quatre rames belges, mais seulement 13 rames de la SNCF. En 2023, 8 rames sont exploitées pour le service commercial Eurostar.
Entre 2004 et 2005, Eurostar lance une grande opération de modernisation de la flotte « 3 Capitales » réalisée en collaboration par Philippe Starck. Elle permettra l'ajout de prises électriques, de rangements à bagages supplémentaires (ce qui diminuera la capacité des rames) et une modification des couleurs intérieures. Cette opération, d'un coût de 30 millions de Livres Sterling, verra la première rame modernisée sortir des ateliers le 7 septembre 2004.
Après 20 ans d'utilisation, les rames qui ne sont pas radiées subissent, à partir du milieu des années 2010, une importante rénovation dite e300, avec un remplacement des aménagements intérieurs d'origine par des aménagements neufs, mais également une nouvelle livrée,. Cette opération de mi-vie est réalisé par technicentre industriel SNCF d'Hellemmes en collaboration avec l'entreprise Pininfarina.
Jusqu'en novembre 2007 et la fin de l'arrivée en gare internationale de Londres-Waterloo, les TGV TMST du service transmanche étaient entretenus au dépôt de North Pole (en). Depuis l'ouverture de la ligne à grande vitesse High Speed 1, entraînant l'arrivée en gare internationale de Londres-Saint-Pancras, les rames Eurostar sont entretenues dans le dépôt de Temple Mills. En France, c'est le technicentre industriel SNCF du Landy qui s'occupe de la maintenance ; en Belgique, l'atelier TGV de Forest assure ce rôle.
Depuis 2018, le parc se voit être équipé par le technicentre industriel SNCF d'Hellemmes du système de sécurité belge TBL 1+ et à partir de la fin d'année 2022 et jusqu'au début d'année 2026, les rames encore en circulation vont être équipées de l'ETCS. Cette opération, organisée par Masteris (filiale de SNCF Voyageurs), est confiée aux ateliers SNCB de Forest TGV et de La Dorsale (Salzinnes). Les équipements AWS, TPWS et TBL 1+ seront également déposés.

### SNCF

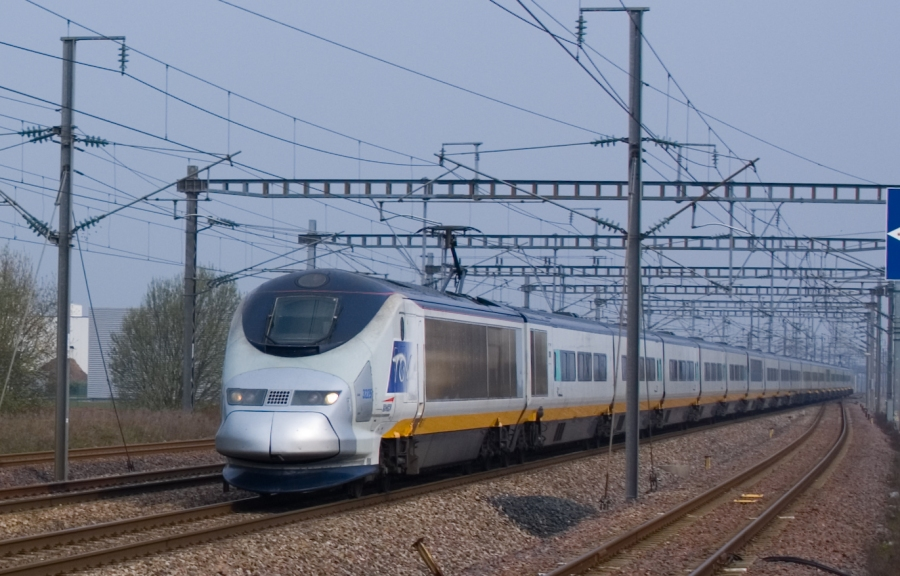
Rame du service intérieur, reconnaissable à son nez gris et au marquage SNCF.

Le parc étant légèrement surdimensionné, certaines rames de la SNCF ont été retirées du pool « 3 Capitales » et affectées au service intérieur sous le nom « TM » (pour TransManche), d'abord vers la Côte d'Azur, et plus récemment entre Paris et Lille. Elles ne sont plus utilisées aujourd'hui (voir ci-dessous : rames particulières).

### GNER

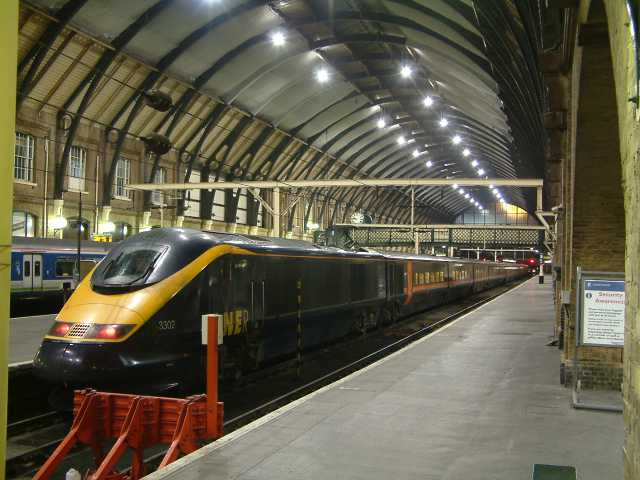
TGV NOL en gare de King's Cross.

Les rames « NOL », devenues inutiles après l'abandon du projet de service sur des liaisons internationales vers Birmingham, Manchester ou l'Écosse, ont été partiellement louées à la compagnie GNER qui les a dotées d'une livrée bleu nuit. Elles effectuaient à partir du 30 mai 2000 des dessertes sur l'East Coast Main Line, entre Londres et York et Leeds, sous le nom commercial de « The White Rose ». Les rames étant trop longues pour certains quais, un verrouillage manuel des portes de la première et de la dernière voiture devait être effectué préalablement à la desserte des gares concernées. De plus, l'infrastructure électrique de l'East Coast Main Line limitait la circulation des rames à seulement 180 km/h au lieu de 200 km/h, vitesse maximale sur cette ligne.
Cette location a pris fin le 10 décembre 2005. Certaines de ces rames, par la suite louées par la SNCF, ont circulé entre Paris et Lille et au-delà (à l'exemple de Dunkerque), en incluant les dessertes TERGV. Depuis 13 décembre 2014, elles n'assurent plus de service commercial et ont été classées GBE (« garées bon état »), avant d'être finalement radiées pour être démantelées à Culoz et Ambronay à partir de 2017.

### Izy

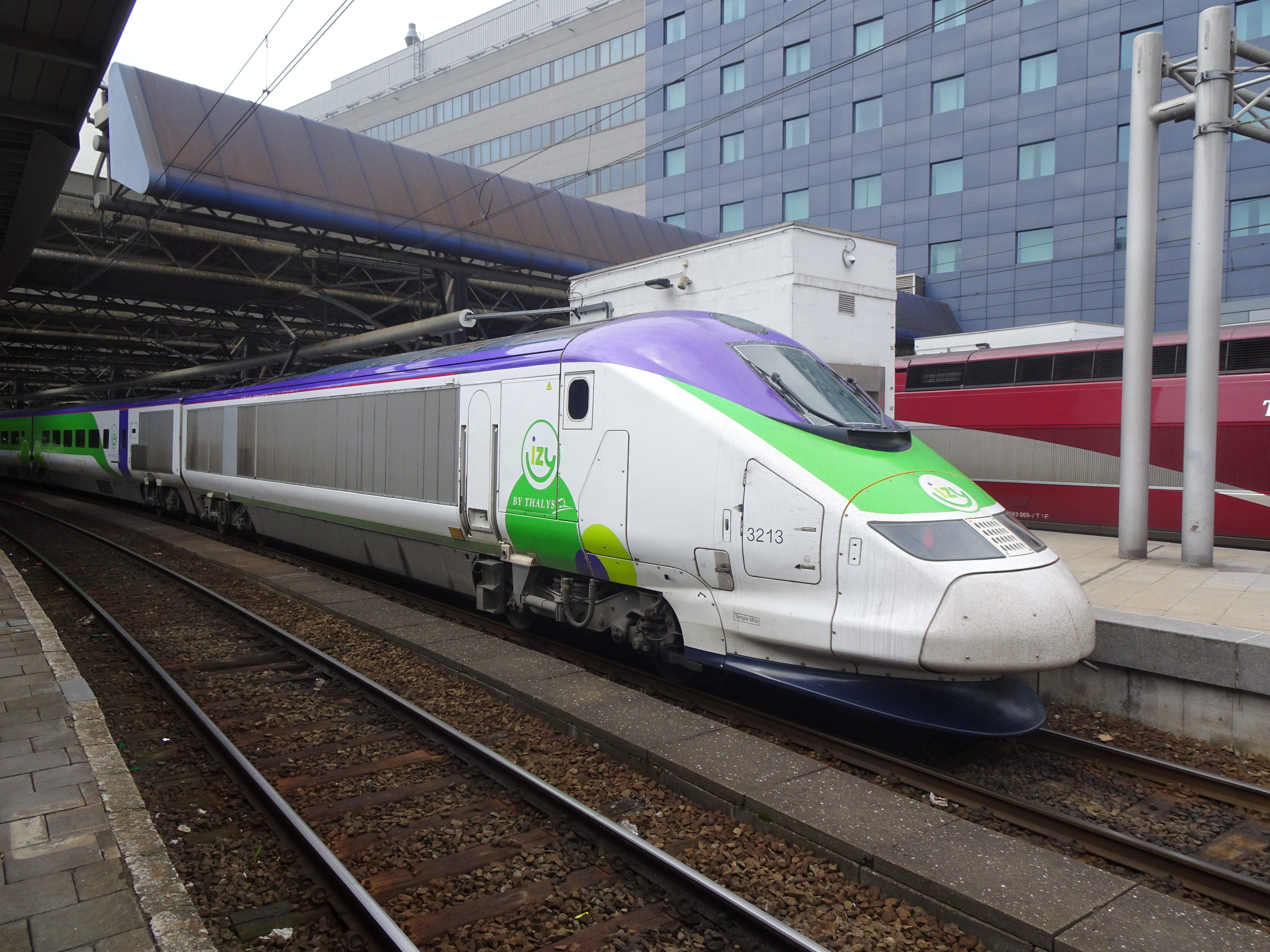
La rame Izy, attendant le départ en gare de Bruxelles-Midi.

Au service annuel 2019, une rame TMST ex-Eurostar (formée des demi-rames nos 3213 et 3224) remplace le TGV Réseau no 4551, sur les trains Izy (liaison Paris – Bruxelles). En novembre 2018, cette rame avait d'ores et déjà été repeinte avec les couleurs de ce service (vert, blanc et violet). Elle n'est cependant plus utilisée en 2021.

## Accidents et incidents
En octobre 1994, des incidents techniques se sont produits lors de services Eurostar Paris – Londres d'avant-première (dont l'un transportant 400 journalistes). Ces trains ont subi des retards, dont l'un de 2 h, victimes de pannes à répétition dues à la complexité des rames TMST,.
Le 5 juin 2000, une rame (constituée des demi-rames nos 3101 et 3102) déraille à 290 km/h sur la LGV Nord, à proximité d'Arras, en effectuant un service Paris – Londres. Quatorze personnes ont été secourues pour des blessures mineures ; cet accident n'a causé aucun mort. Aucune voiture ne s'est couchée, car la structure articulée de la rame a retenu les voitures dans l'axe de la voie et donc gardé la stabilité du train pendant le déraillement. D'après l'enquête, l'accident est dû à un dysfonctionnement d'un élément de la transmission entre un moteur et un essieu,.
Pendant la nuit du 18 au 19 décembre 2009, cinq rames sont tombées en panne dans le tunnel sous la Manche, à cause d'un incident technique. La neige qui s'était déposée sur et à l'intérieur des motrices a fondu brutalement lors de l'entrée dans le tunnel, du fait de températures beaucoup plus élevées par rapport à l'extérieur ; cela a provoqué des amorçages sur certains éléments haute-tension ainsi que des courts-circuits au niveau des armoires de commandes, entraînant un isolement total des motrices et donc un arrêt des trains dans le tunnel.
Le 24 janvier 2016, la motrice d'une rame (3207/3208), effectuant la liaison Londres – Paris, a pris feu sur la LGV Nord. La rame a été stationnée sur une voie de garage (près de Mory) le temps que les pompiers interviennent, puis tractée par deux locomotives Diesel jusqu'en gare d'Arras, afin de transborder ses passagers dans un autre train.
Le 19 février 2016, une rame (3105/3106), effectuant la liaison Londres – Bruxelles, a percuté un bloc de béton posé intentionnellement sur la LGV 1 près d'Aubechies. La rame, qui a effectué un freinage d'urgence, n'a pas déraillé ; elle a pu atteindre son terminus plusieurs heures après, en circulant à vitesse réduite. Aucun des 450 passagers n'a été blessé par cet accident.

## Rames particulières
Concernant le parc SNCF :

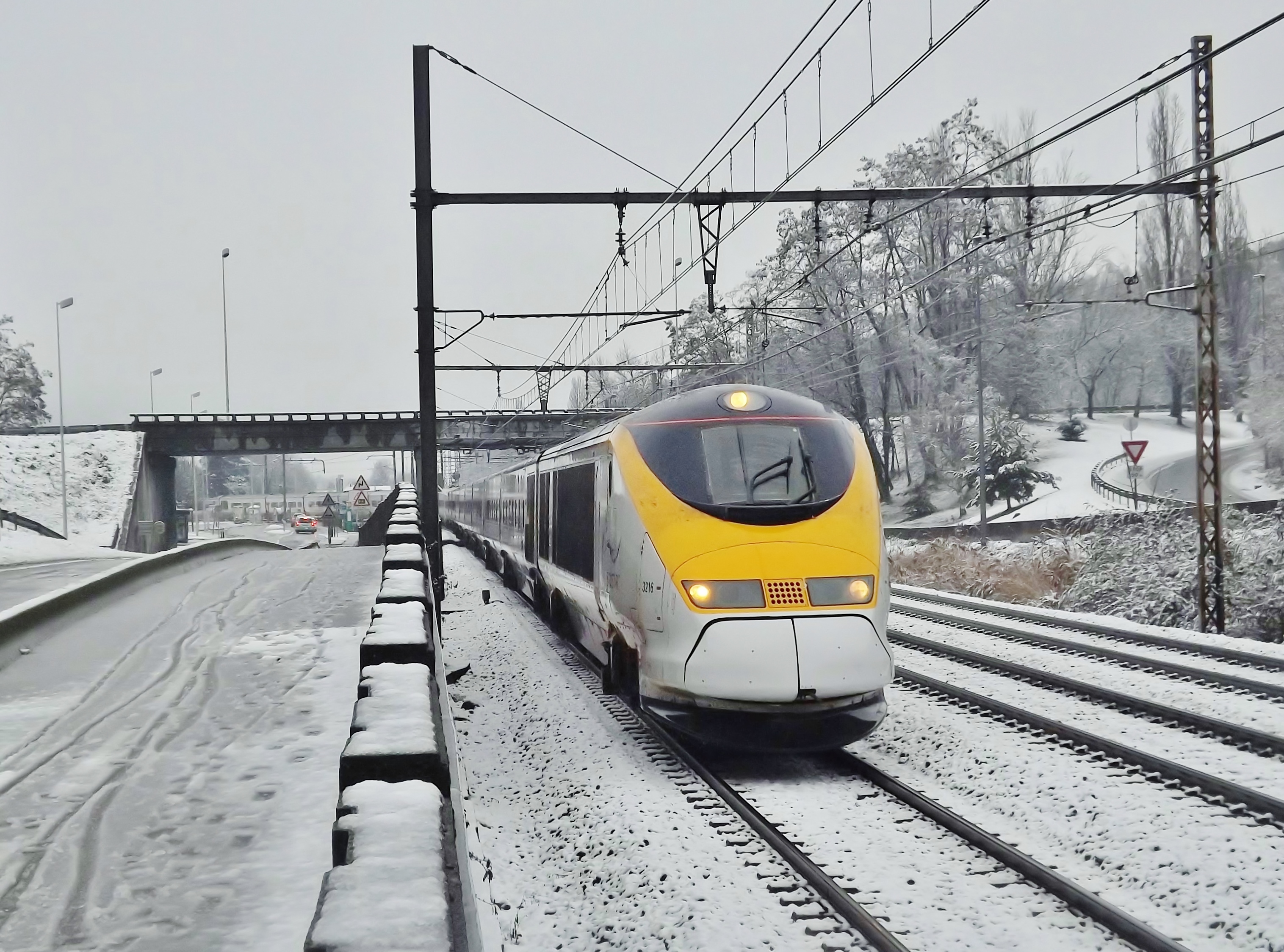
Rame 3215/16 venant de passer sous 1500 V – CC, à l'entrée de Chambéry en hiver.

- rames 3201/2, 3207/8, 3209/10, 3213/14, 3215/16, 3217/18, 3221/22, 3223/24, 3229/30 : ces neuf rames ont été modifiées pour être aptes à circuler sous 1 500 V continu, pour les dessertes hivernales (vers Bourg-Saint-Maurice) et estivales (vers Avignon-Centre) ;
- rames 3203/4, 3225/26, 3227/28 : ces trois rames, également modifiées pour être aptes au 1 500 V continu, sont affectées au service intérieur « TGV Nord ». Le nez des motrices a reçu un pelliculage, reprenant les couleurs des TGV Atlantique, à base de gris et bleu, et portant le logo « TGV », alors que les logos du service Eurostar ont été enlevés (ces rames, comme les NOL, circulaient notamment sur les liaisons Valenciennes – Paris et Lille – Paris) ;
- rame 3213/24 : elle fut affectée au service Thalys Izy lors des services annuels 2019[23] et 2020[24].

La rame NOL 3313/14 a établi le record de vitesse britannique le 30 juillet 2003, en roulant à 334,7 km/h sur la High Speed 1 (dont le premier tronçon était alors en phase de tests).
En outre, les rames ayant réalisé la rénovation e300 se sont vues être équipées de l'aptitude à circuler sous 1 500 V – CC.

## Évènements

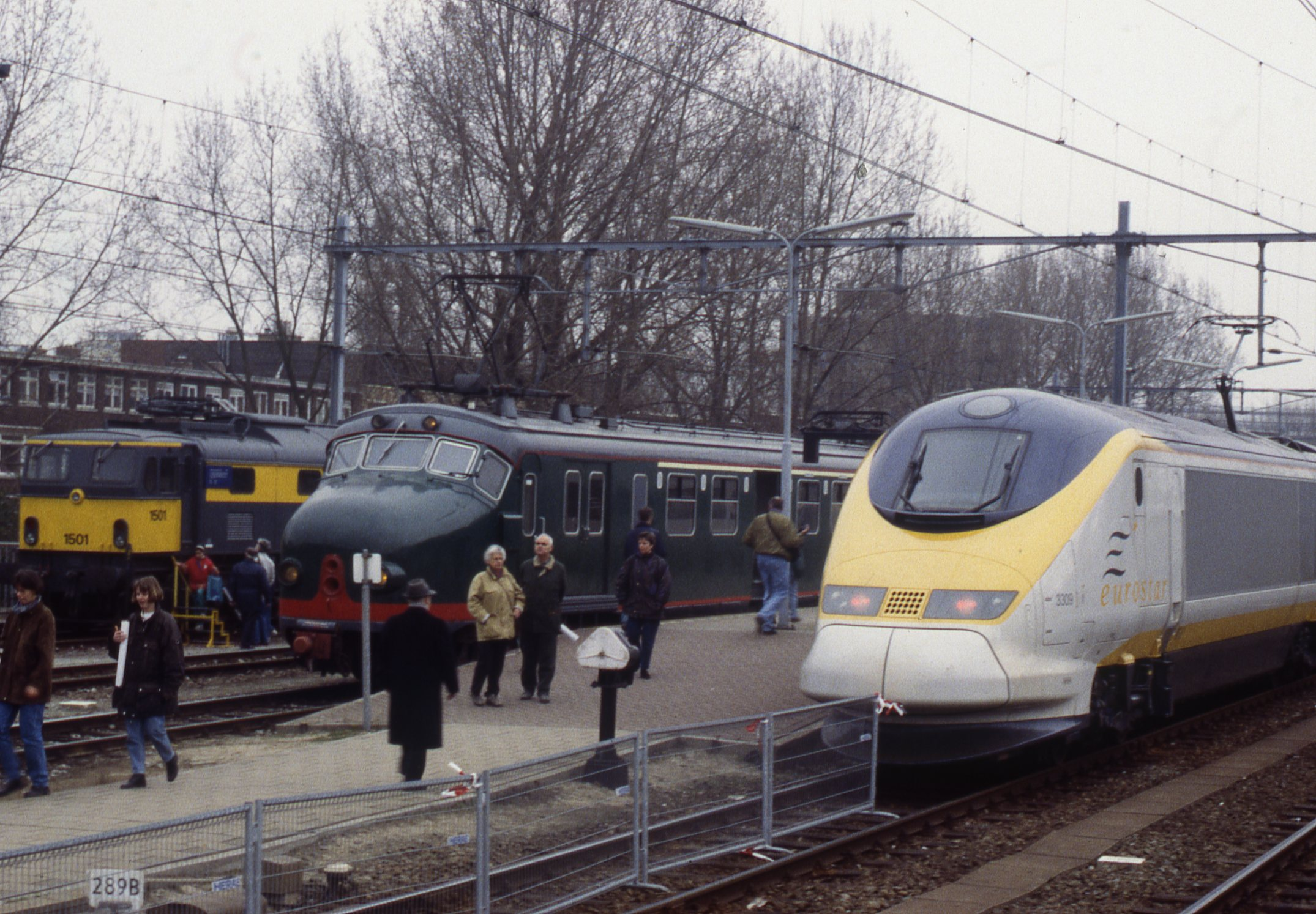
Rame en gare centrale de Rotterdam, lors de journées portes ouvertes en 1996.

Des rames ont été utilisées à l'occasion de plusieurs évènements ferroviaires, tels que l'Eurailspeed 1995 à Lille-Flandres, la journée portes ouvertes de la gare centrale de Rotterdam en 1996, l'Eurailspeed 1998 en gare de Berlin-Grunewald, l'Eurailspeed 2002 en gare de Madrid-Chamartín, et au Railfest (en) 2004 organisé au British National Railway Museum à York.
Le 27 septembre 2003 fut organisé l'opération « Circonflexe », deux marches d'essai entre les trois capitales via la CTRL 1 et le raccordement de Fawkham. L'Eurostar 9117 avec la rame 3107/3108, parti de gare de Bruxelles-Midi à 9 h 07, relia la gare internationale de Londres-Waterloo en 1 h 58 min 15 s, puis l'Eurostar 9022 avec la rame 3005/3006, parti de la gare internationale de Londres-Waterloo à 11 h 42 relia la gare de Paris-Nord en 2 h 18 min. Pour cela, l'arrêt à gare de Lille-Europe a été supprimé, les vitesses portées à 170 km/h dans le tunnel sous la Manche, à plus de 300 km/h sur la LGV Nord, pour atteindre 324,2 km/h à la hauteur de Beugnâtre et les sillons des trains de banlieue ont été modifiés afin de ne pas gêner les deux marches.
À l'occasion des 10 ans d'Eurostar, une motrice a été embarquée sur une barge, naviguant sur la Tamise, le 15 novembre 2004 ; elle arbore alors une livrée spéciale, conçue par Langlands & Bell (en). Cette livrée, nommée « Language of Places », comportait des abréviations de trois lettres représentant chacune des destinations atteignables depuis Londres avec les rames TMST (mais également les correspondances continentales possibles). La barge est passée sous le Tower Bridge et s'est immobilisée à proximité du navire-musée HMS Belfast.
Le 16 mai 2006, une rame Eurostar (la 3209/10) a établi le « record du monde de la plus longue distance parcourue à grande vitesse sans arrêt par un train de voyageurs » : spécialement affrétée (et baptisée à l'occasion) pour transporter de Londres-Waterloo à Cannes l'équipe du film The Da Vinci Code — lors du 59e Festival de Cannes, elle a parcouru la distance de 1 421 kilomètres en 7 h 25 min,.
Le 4 septembre 2007, soit quelques mois avant l'ouverture au service commercial du second tronçon de la ligne à grande vitesse High Speed 1, une marche d'essai réalisée par la rame 3223/3224 a permis de relier la gare de Paris-Nord à la gare internationale de Londres-Saint-Pancras en 2 h 3 min 39 s (soit une vitesse moyenne de 238,7 km/h). Pour réaliser cette performance, les vitesses limites d'exploitation commerciale ont été dépassées, pour atteindre 325 km/h sur la LGV Nord et 314 km/h sur High Speed 1,. Enfin, cette même rame réalisa le 20 septembre 2007 l'Eurostar 9125 de la gare de Bruxelles-Midi à la gare internationale de Londres-Saint-Pancras en 1 h 43 min 53 s, à une vitesse moyenne de 215,4 km/h.

## Préservations

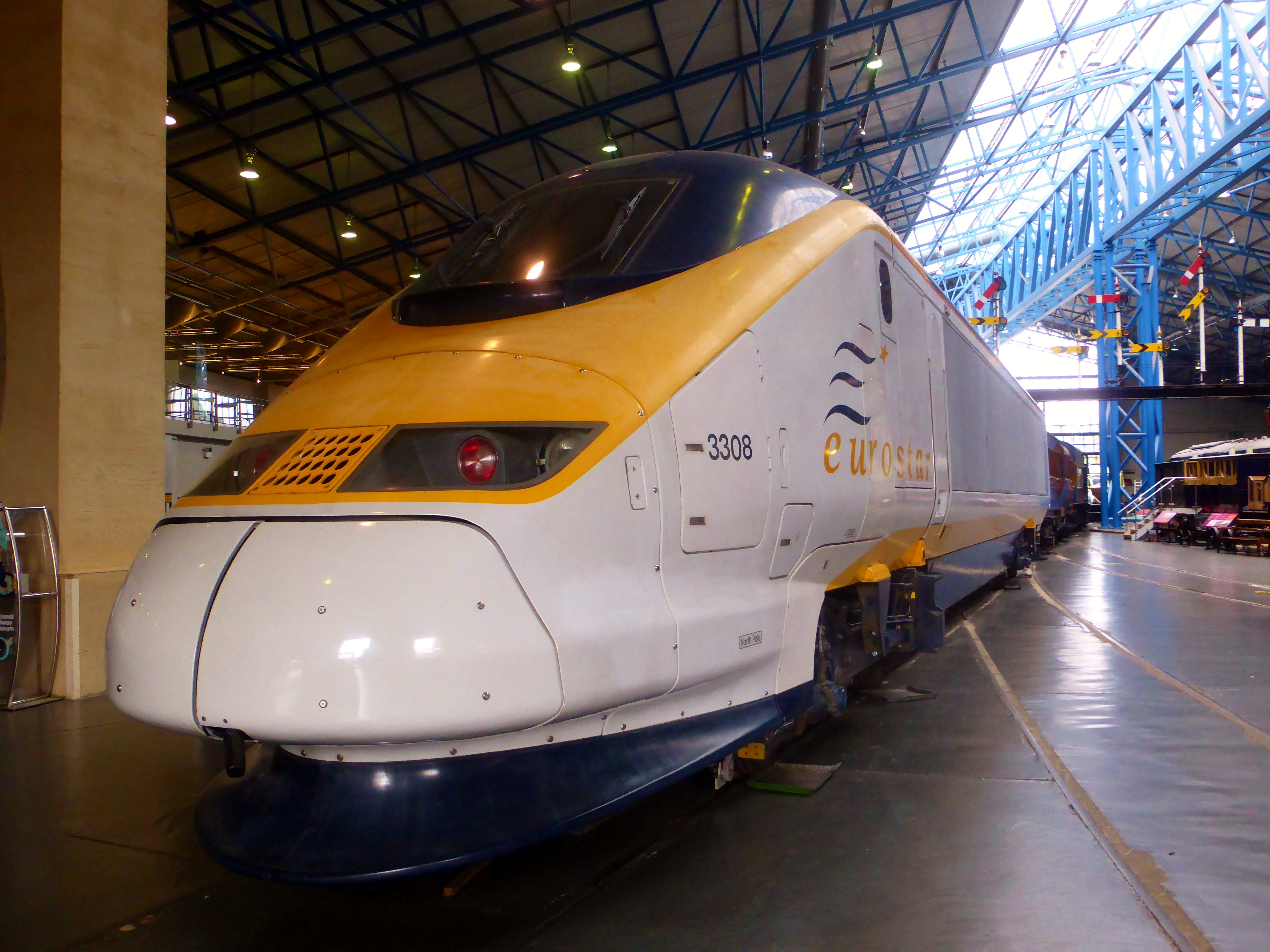
La motrice no 373308, exposée dans le hall principal du British National Railway Museum.

- Motrice 373101 (issue de la demi-rame 3101) : cédée par Alstom au campus de Doncaster du National College for High Speed Rail[39].
- Motrice 373102 (issue de la demi-rame 3102) : cédée par Alstom au campus de Birmingham du National College for High Speed Rail[39].
- Motrice 373106 et voiture d'extrémité adjacente (remorque R9), issues de la demi-rame 3106 : dans les réserves du musée Train World, en raison de leur importance historique. En effet, la rame 3105/3106 a réalisé le parcours inaugural du service Eurostar entre Bruxelles et Londres, le 13 octobre 1994[40]. Ces deux éléments, sauvés in extremis de la ferraille, ont d'abord été acheminés de Saint-Saulve à Steenbrugge fin novembre 2018[39].
- Motrice 373304 et voiture d'extrémité (remorque R8), issue de la demi-rame 3304 : dans la collection The One : One Collection à Margate[41].
- Motrice 373308 (issue de la demi-rame 3308) : au British National Railway Museum[42].

## Modélisme
Cette rame a été reproduite :
- en HO, par la firme Jouef (seulement les deux motrices et les deux voitures extrêmes) et par la firme Apocopa (pour les autres caisses) ;
- en N, par Kato en deux coffrets, l'un comprenant les deux motrices, les deux voitures extrêmes, les deux voitures de milieu de rame et deux voitures intermédiaires, l'autre comprenant quatre voitures intermédiaires dont le bar. La même firme propose en 2016, avec deux coffrets similaires, la livrée e300[58] ;
- en 00, par Hornby avec l'ancienne livrée et la livrée e300, sous la forme d'un coffret composé de deux motrices et deux voitures extrêmes, ou d'un coffret de voitures de première classe[59].

## Philatélie
La Poste a émis un timbre intitulé Eurostar, issu du bloc feuillet Les légendes du rail sorti en 2001, d'une valeur faciale de 1 F 50 c (0,23 €), No  YT 3405.